# Ludwig Knorr

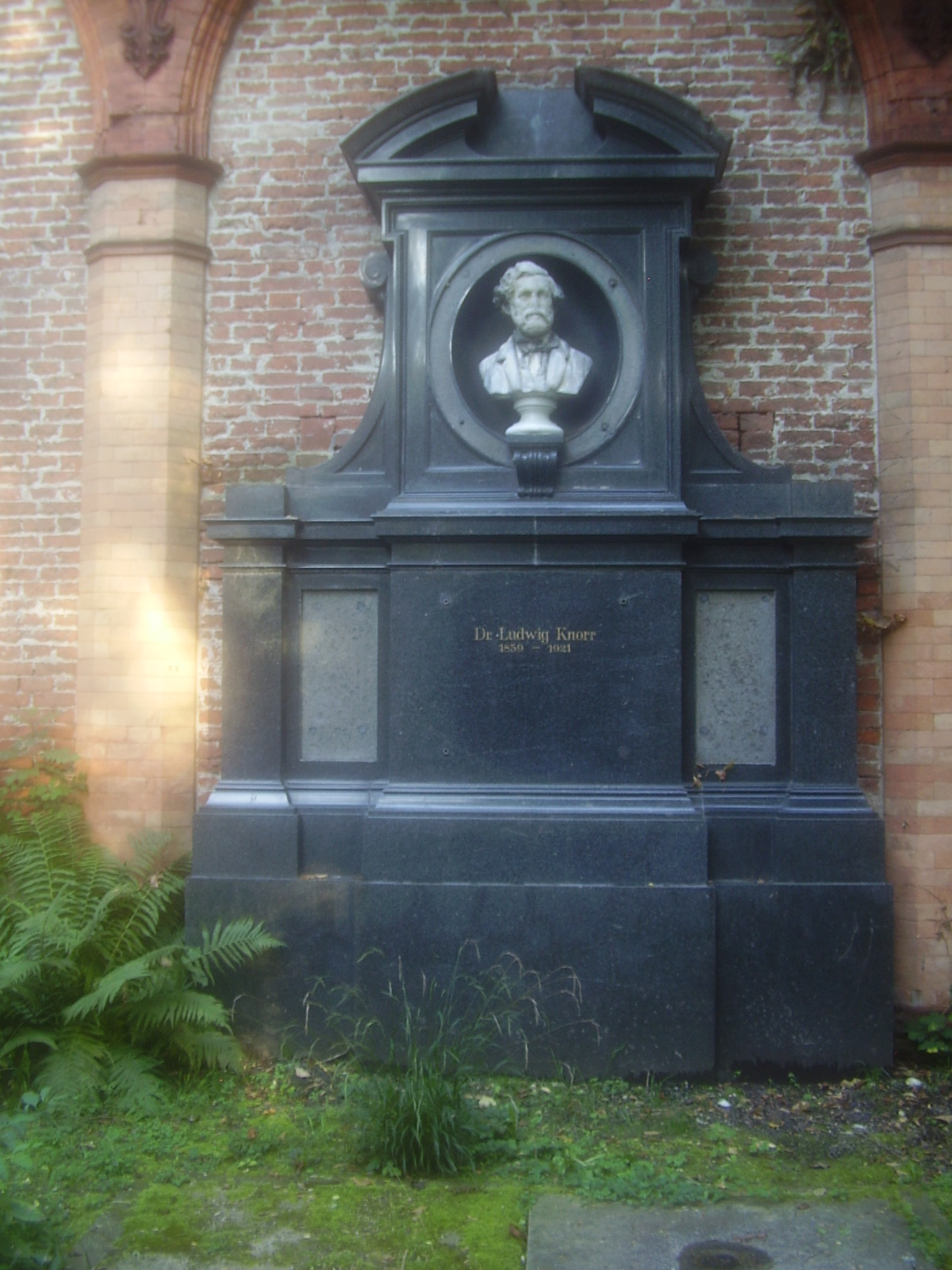
Grób Ludwiga Knorra w Monachium

Ludwig Knorr (ur. 1859, zm. 1921) – niemiecki chemik organik, profesor uniwersytetu w Jenie (od 1889), badacz tautomerii. Zsyntetyzował wiele związków organicznych, m.in. chinolinę, pirazol (i jego pochodne), w 1883 odkrył antypirynę obecnie nazywaną fenazonem. Wraz z Carlem Paalem opracował syntezę nazwaną od swoich nazwisk syntezą Paala-Knorra.

## Wczesne życie
Ludwig Knorr urodził się w bogatej rodzinie kupieckiej w 1859 roku. Dorastał w siedzibie firmy Sabbadini-Knorr usytuowanej przy ul. Kaufingerstrasse w centrum Monachium oraz domu rodzinnym nad jeziorem Starnberg. Po wczesnej śmierci swojego ojca, pieczę nad edukacją Ludwiga i jego czterech braci przejęła matka. W 1878 Knorr skończył szkołę średnią i rozpoczął studia na Uniwersytecie Monachijskim.
Na początku studiował pod kierunkiem Jacoba Volharda; następnie po zmianie uniwersytetu przez Volharda, jego opiekunem został Hermann Emil Fischer. W lecie 1880 roku Knorr pracował z Robertem Wilhelmem Bunsenem na Uniwersytecie w Heidelbergu, a następnie asystował Adolfowi von Baerowi w Monachium. Kiedy Emil Fischer został profesorem Uniwersytetu w Erlangen, poprosił Knorra o asystowanie mu.

## Uniwersytet w Erlangen

Antipyrina, nazywana obecnie fenazonem

W 1882 roku Knorr otrzymał tytuł doktora za pracę zatytułowaną Über das Piperyl-Hydrazin. Jego habilitacja nastąpiła 3 lata później w 1885 i zakończyła się pracą pt. Über die Bildung von Kohlenstoff-Stickstoff-Ringen durch Ein-wirkung von Amin-und Hydrazinbasen auf Acetessigester und seine Derivate („Od formacji pierścieni azotowo-węglowych przez akcję aminową i wodną bazowaną na acetoacetacie i jego pochodnych”). W tym czasie, podczas poszukiwań związków podobnych do chininy, Knorr odkrył niemetylową fenazynę. Gdy kolejna chininopodobna substancja kairina ukazała właściwości analgestyczne oraz niepalne, Knorr i Fisher poprosili Wilhelma Filehne z firmy Hoechst, aby sprawdził właściwości lecznicze niemetylowej i metylowej fenazyny. Knorr opatentował ten związek chemiczny w 1883 roku. Filehne potem zasugerował nazwanie substancji Höchstin lub Knorrin, lecz Knorr podczas swojego miesiąca miodowego stwierdził, że nazwa, którą nadał nie może zostać zmieniona.

## Uniwersytet w Würzburgu
W 1885 roku, Fischer został profesorem Uniwersytetu w Würzburgu i Knorr podążył w jego ślady zostając profesorem pomocniczym. Knorr opisał okres pracy na tym uniwersytecie jako najprzyjemniejszy i najbardziej produktywny okres swojego życia. Reakcje acetoacetatu etylu z wieloma innymi substancjami stały się głównym tematem jego pracy. Po śmierci Johanna Geuthera w 1889, Uniwersytet w Jenie poszukiwał nowego profesora i do Würzburga wysłano Ernsta Haeckela, aby sprawdził czy Knorr nadaje się na to stanowisko.

## Uniwersytet w Jenie

Tautometryczne formy acetoacetatu etylu (R = metyl, R' = etyl)

Knorr został profesorem na Uniwersytecie w Jenie w roku 1889. Przez kolejne dwa lata, zaplanował i zbudował nowe laboratorium pozwalające przeprowadzać jego badania. Jego uwaga stopniowo przenosiła się ze struktur pyrazolu na bardziej ogólną koncepcję tautomeryzmu. We współpracy z kilkoma innymi chemikami, Knorr udowodnił twierdzenie, że acetoacetat etylu istniał w formach Keto-enolowych. W późniejszych latach, kształtowanie struktur morfiny stało się jego głównym punktem zainteresowania. Podczas I wojny światowej, Knorr służył w korpusie medycznym i powrócił na Uniwersytet w Jenie po zakończeniu wojny.
Zmarł po krótkiej chorobie 4 czerwca 1921 roku. Został pochowany na Starym Cmentarzu Południowym w Monachium.